# Wählitzbahn
| Spurweite: | 900 mm (Schmalspur) |                                             |                                             |
| Stromsystem: | 1,2 kV ~            |                                             |                                             |
| |                     |                                             |                                             |
| \| \| \| von und nach Leipzig \| \| \| \| 0,0 \| Profen \| Profen \| \| \| \| von und nach Probstzella \| \| \| \| \| Rückstoß Profen \| \| \| \| \| Profen Hp. \| \| \| \| \| Ausweichstelle \| \| \| \| \| Grubenbahn (1435 mm) \| \| \| \| \| Grubenbahn (1435 mm) \| \| \| \| \| Grubenbahn (1435 mm) \| \| \| \| \| Bösau \| \| \| \| \| Grunau \| \| \| \| \| Straße Grunau–Bösau (Otto-Grotewohl-Straße) \| \| \| \| \| Großgrimma \| \| \| \| \| Grubenbahn (1435 mm) \| \| \| \| 10,0 \| Hohenmölsen \| Hohenmölsen \| \| \| \| Lützener Straße/Pegauer Straße \| \| \| \| \| Wählitz \| \| \| \| \| Grubenbahn (1435 mm) \| \| \| \| \| Webau \| \| \| \| \| L 190 \| \| \| \| \| Grubenbahn (1435 mm) \| \| \| \| \| \| \| \| \| \| von und nach Großkorbetha \| \| \| \| \| Rückstoß Wählitz \| \| \| \| \| Brikettfabrik Wählitz (Kohlenbunker) \| \| \| \| \| von und nach Deuben \| \| |                     |                                             |                                             |
| Strecke |                     | von und nach Leipzig                        | von und nach Leipzig                        |
| Betriebs-/Güterbahnhof Streckenanfang (Strecke außer Betrieb) · Bahnhof | 0,0                 | Profen                                      | Profen                                      |
| Strecke (außer Betrieb) · Strecke nach links |                     | von und nach Probstzella                    | von und nach Probstzella                    |
| Spitzkehrbahnhof links (Strecke außer Betrieb) |                     | Rückstoß Profen                             | Rückstoß Profen                             |
| Haltepunkt / Haltestelle (Strecke außer Betrieb) |                     | Profen Hp.                                  | Profen Hp.                                  |
| Dienststation / Betriebs- oder Güterbahnhof (Strecke außer Betrieb) |                     | Ausweichstelle                              | Ausweichstelle                              |
| Kreuzung geradeaus unten (Strecken außer Betrieb) |                     | Grubenbahn (1435 mm)                        | Grubenbahn (1435 mm)                        |
| Kreuzung geradeaus unten (Strecken außer Betrieb) |                     | Grubenbahn (1435 mm)                        | Grubenbahn (1435 mm)                        |
| Kreuzung geradeaus unten (Strecken außer Betrieb) |                     | Grubenbahn (1435 mm)                        | Grubenbahn (1435 mm)                        |
| Bahnhof (Strecke außer Betrieb) |                     | Bösau                                       | Bösau                                       |
| Haltepunkt / Haltestelle (Strecke außer Betrieb) |                     | Grunau                                      | Grunau                                      |
| Strecke mit Straßenbrücke (Strecke außer Betrieb) |                     | Straße Grunau–Bösau (Otto-Grotewohl-Straße) | Straße Grunau–Bösau (Otto-Grotewohl-Straße) |
| Haltepunkt / Haltestelle (Strecke außer Betrieb) |                     | Großgrimma                                  | Großgrimma                                  |
| Kreuzung (Strecke geradeaus außer Betrieb) |                     | Grubenbahn (1435 mm)                        | Grubenbahn (1435 mm)                        |
| Haltepunkt / Haltestelle (Strecke außer Betrieb) | 10,0                | Hohenmölsen                                 | Hohenmölsen                                 |
| Strecke mit Straßenbrücke (Strecke außer Betrieb) |                     | Lützener Straße/Pegauer Straße              | Lützener Straße/Pegauer Straße              |
| Haltepunkt / Haltestelle (Strecke außer Betrieb) |                     | Wählitz                                     | Wählitz                                     |
| Kreuzung (Strecke geradeaus außer Betrieb) |                     | Grubenbahn (1435 mm)                        | Grubenbahn (1435 mm)                        |
| Spitzkehrbahnhof rechts (Strecke außer Betrieb) |                     | Webau                                       | Webau                                       |
| Bahnübergang (Strecke außer Betrieb) |                     | L 190                                       | L 190                                       |
| Kreuzung (Strecke geradeaus außer Betrieb) |                     | Grubenbahn (1435 mm)                        | Grubenbahn (1435 mm)                        |
| Strecke nach links (außer Betrieb) · Strecke von rechts (außer Betrieb) |                     |                                             |                                             |
| Strecke (außer Betrieb) · Strecke (außer Betrieb) |                     | von und nach Großkorbetha                   | von und nach Großkorbetha                   |
| Strecke (außer Betrieb) · Spitzkehrbahnhof rechts (Strecke außer Betrieb) |                     | Rückstoß Wählitz                            | Rückstoß Wählitz                            |
| Blockstelle (Strecke außer Betrieb) · Betriebs-/Güterbahnhof Streckenende (Strecke außer Betrieb) |                     | Brikettfabrik Wählitz (Kohlenbunker)        | Brikettfabrik Wählitz (Kohlenbunker)        |
| Strecke (außer Betrieb) |                     | von und nach Deuben                         | von und nach Deuben                         |

Die Wählitzbahn war eine 900 mm-spurige Werkbahn, die von Profen über Hohenmölsen zur Brikettfabrik Wählitz führte und auf der auch nicht-öffentlicher Personenverkehr durchgeführt wurde.

## Geschichte
Als in den 1920er Jahren im Zeitz-Weißenfelser Braunkohlerevier Großtagebaue entstanden, errichtete man zur Verbindung zwischen den Förderstätten und den Abnehmern der Kohle normal- und schmalspurige (900 mm) Werkbahnen, die zumeist mit 1,2 kV Gleichspannung elektrifiziert waren. In den 1970er Jahren wurden die 900 mm-spurigen Werkbahnen in der Gegend um Hohenmölsen stillgelegt. Erhalten blieb indes die Verbindung von Profen zur 1923 eröffneten Brikettfabrik Wählitz. Seit etwa 1946 diente diese Strecke nicht nur dem Kohletransport, sondern auch dem Personenverkehr, um vor allem Beschäftigte aus der Kreisstadt Hohenmölsen zu den Fabriken und Tagebauen in und um Profen zu bringen. Betreiber der Bahn war seit 1953 der VEB Braunkohlenwerk „Erich Weinert“ Deuben.
Im Zuge von Tagebauerweiterungen wurde der Verkehr auf der Wählitzbahn Ende 1987 eingestellt. Der Personenverkehr endete am 18. Dezember, der Güterverkehr am 22. Dezember 1987. Der Transport der Beschäftigten erfolgte seither mit Bussen. Als Ersatz wurde eine regelspurige und größtenteils neu trassierte Werkbahn errichtet. Da die Kohlezufuhr zur Brikettfabrik Wählitz nicht unterbrochen werden durfte, musste die Schmalspurstrecke bis zur Eröffnung der neuen Werkbahn erhalten bleiben. Der Streckenabbau, der bereits 1988 abgeschlossen werden konnte, erfolgte von der Schiene aus unter Zuhilfenahme eines von der V 10 C gefahrenen Arbeitszuges.

## Strecken- und Betriebsführung
Nordöstlich des Regelspurbahnhofs Profen an der Bahnstrecke Leipzig–Probstzella befand sich der Bahnhof der Werkbahn mit Kohleumladung, Werkstatt und Lokschuppen. Hinter der Ausfahrt folgte eine Spitzkehre („Rückstoß“), bevor der Haltepunkt für den Personenverkehr und eine Ausweichstelle erreicht wurden. Die Strecke verlief dann parallel zu einer regelspurigen Werkbahn und berührte dabei den damaligen Tagebau Profen Süd. Bei der Brikettfabrik Bösau befand sich eine Ausweichstelle mit Bahnsteig für den Personenverkehr. Die Strecke führte weiter über die Haltepunkte der heute wüsten Ortschaften Grunau und Großgrimma; sie folgte dann der heutigen L 191 bis zum Hohenmölsener Stadtteil Zetsch. Nach Errichtung der regelspurigen Ersatzstrecke für die Wählitzbahn befand sich in diesem Streckenabschnitt – ebenso wie im folgenden Abschnitt zwischen Hohenmölsen und Webau – kurzzeitig eine niveaugleiche Kreuzung beider Strecken. Der Haltepunkt Hohenmölsen befand sich auf einem Damm zwischen Salz- und Lützener Straße. Hinter dem Haltepunkt wurden die Lützener und die Pegauer Straße auf einer großen Stahlbrücke überquert. Es folgten der – später aufgegebene – Haltepunkt Wählitz und der Bahnhof Webau, der in der Anfangszeit Endpunkt des Personenverkehrs war, bevor dieser nach Hohenmölsen zurückgezogen wurde. Nach Verlassen der Spitzkehre des Bahnhofs, der vor dem Ortseingang auf einem Hügel gelegen war, kreuzte die Strecke die heutige L 190. Die Strecke erreichte sodann einen parallel zur regelspurigen Bahnstrecke Großkorbetha–Deuben gelegenen Rückstoß, bevor sie bei der Brikettfabrik Wählitz endete. Vom Streckenendpunkt wurde die mit der Werkbahn angelieferte Kohle per Förderband über die Regelspurstrecke in die Brikettfabrik befördert.
Die Strecke war mit Lichtsignalen und Streckenblock ausgerüstet. Stellwerke befanden sich in Profen und Bösau. Die ferngesteuerten Weichen in den Rückstößen bediente der Lokführer. Bahnsteige waren, mit Ausnahme von Profen, nicht befestigt, aber beleuchtet und verfügten über Wartehallen.
Güterzüge wurden gezogen bzw. von Profen in Richtung Webau geschoben und bestanden in der Regel aus fünf Wagen. Besetzte Personenzüge durften nicht geschoben werden, da in den Zügen kein Begleitpersonal mitfuhr und bei geschobenen Zügen die Zugspitze nicht besetzt war. Es verkehrte in den 1980er Jahren montags bis freitags ein Personenzug morgens vor der Frühschicht von Hohenmölsen nach Profen und nach Schichtende in der Gegenrichtung.

## Fahrzeuge

### Lokomotiven
Zunächst waren auf der Strecke Elektrolokomotiven der Hersteller AEG, Brown, Boveri & Cie. und der Siemens-Schuckertwerke im Einsatz. Anfang der 1960er Jahre gelangten mehrere Grubenloks des Typs EL 3 des Lokomotivbau Elektrotechnische Werke „Hans Beimler“ Hennigsdorf nach Profen. 1987 verfügte die Bahn über die Lokomotiven 4-625 (Fabriknr. 9008), 4-626 (9009), 4-627 (9010), 4-741 (9024) und Di 191-916-A3 (250328).  Für den Personenverkehr wurden vorzugsweise 4-627 und 4-741 eingesetzt. Alle Maschinen wurden nach Betriebseinstellung 1988 verschrottet. Für den Rangierdienst wurde eine Diesellokomotive des Typs V 10 C (Fabriknummer 250.328) vorgehalten. Die Lok war 1963 vom Hersteller geliefert worden und wurde unter der Nr. 191 geführt. Auch sie wurde 1988 verschrottet.

### Personenwagen
In der Anfangszeit verwendete man für den Personenverkehr umgebaute Güterwagen. 1959 lieferte der VEB Waggonbau Altenburg zehn neue vierachsige Personenwagen, von denen zuletzt noch sieben vorhanden waren, einer davon umgebaut auf Regelspur. Die Wagen hatten eine Länge über Puffer von 13,5 Metern, waren elektrisch beheizbar, mit Holzsitzen ausgestattet und hatten eine grün-weiße Farbgebung. An den Zugenden laufende Wagen besaßen zusätzlich eine akustische Signaleinrichtung und Beleuchtungsanlagen für geschobene Fahrten.

### Güterwagen und sonstige Fahrzeuge
Der Kohletransport erfolgte in Selbstentladewagen mit einem Fassungsvermögen von je 56 Kubikmetern. Daneben waren zahlreiche weitere vierachsige Güterwagen und für die Instandhaltung der Infrastruktur zwei SKL 24 vorhanden.